# Abborrtjärnen (Ragunda socken, Jämtland, 700207-151293)
Abborrtjärnen är en sjö i Ragunda kommun i Jämtland och ingår i Indalsälvens huvudavrinningsområde.